# Verde marino
A destra è mostrato il colore verde marino, detto anche verdemare.
Il nome del colore si riferisce alla somiglianza di questa gradazione di verde con il colore del mare visto dalla superficie.
A destra è mostrato il colore verde marino medio.
A destra è mostrato il colore verde marino scuro.